# Tour penchée de Suurhusen
La tour penchée de Suurhusen (en allemand : Schiefer Turm von Suurhusen) est un clocher médiéval de l'église réformée de Suurhusen, un village de Basse-Saxe dans le nord de l'Allemagne.
Selon le Livre Guinness des records, il s'agit de la seconde tour la plus inclinée après le Capital Gate d'Abou Dabi.
Le clocher date de 1450.